# Saison 1981-1982 de la LIH
Saison précédente Saison suivante
La Saison 1981-1982 est la trente-septième saison de la ligue internationale de hockey.
Les Goaldiggers de Toledo remportent la Coupe Turner en battant les Gears de Saginaw en série éliminatoire.

## Saison régulière
Avant le début de la saison, les Flags de Port Huron cessent leurs activités après 19 saisons d'existence.

### Classement de la saison régulière
Pour les significations des abréviations, voir Statistiques du hockey sur glace.
| Équipe                | PJ | V  | D  | N | PTS | Bp  | Bc  |
| --------------------- | -- | -- | -- | - | --- | --- | --- |
| Goaldiggers de Toledo | 82 | 53 | 25 | 4 | 111 | 407 | 320 |
| Admirals de Milwaukee | 82 | 41 | 34 | 7 | 91  | 385 | 351 |
| Wings de Kalamazoo    | 82 | 41 | 36 | 5 | 89  | 355 | 333 |
| Komets de Fort Wayne  | 82 | 35 | 41 | 6 | 81  | 368 | 375 |
| Gears de Saginaw      | 82 | 36 | 38 | 8 | 80  | 401 | 402 |
| Generals de Flint     | 82 | 32 | 45 | 5 | 74  | 310 | 352 |
| Mohawks de Muskegon   | 82 | 30 | 49 | 3 | 64  | 319 | 411 |

### Meilleurs pointeurs
Nota : PJ = Parties Jouées, B  = Buts, A = Aides, Pts = Points
| Joueur             | Équipe            | PJ | B  | A  | Pts |
| ------------------ | ----------------- | -- | -- | -- | --- |
| Brent Jarrett      | Saginaw/Kalamazoo | 79 | 41 | 83 | 124 |
| Scott Howson       | Toledo            | 71 | 55 | 65 | 120 |
| Gord Brooks        | Saginaw           | 82 | 49 | 64 | 113 |
| Fred Berry         | Milwaukee         | 76 | 47 | 65 | 112 |
| Bill Joyce         | Toledo            | 78 | 40 | 72 | 112 |
| Jean-Pierre Dubois | Saginaw           | 80 | 57 | 53 | 110 |
| Francois Lecompte  | Saginaw           | 82 | 34 | 74 | 108 |
| Dirk Graham        | Toledo            | 72 | 49 | 56 | 105 |
| Kevin Reeves       | Muskegon          | 82 | 36 | 67 | 103 |
| Marcel Comeau      | Saginaw           | 66 | 33 | 69 | 102 |
| Gord MacFarlane    | Toledo            | 71 | 39 | 63 | 102 |

## Trophée remis
Par équipe
- Coupe Turner (champion des séries éliminatoires) : Goaldiggers de Toledo.
- Trophée Fred-A.-Huber (champion de la saison régulière) : Goaldiggers de Toledo.

Individuel
- Trophée Leo-P.-Lamoureux (meilleur pointeur) : Brent Jarrett, Wings de Kalamazoo.
- Trophée James-Gatschene (MVP) : Brent Jarrett, Wings de Kalamazoo.
- Trophée Garry-F.-Longman (meilleur joueur recrue) : Scott Howson, Goaldiggers de Toledo.
- Trophée Ken-McKenzie (meilleur recrue américaine) : Steve Salvucci, Gears de Saginaw.
- Trophée des gouverneurs (meilleur défenseur) : Don Waddell, Gears de Saginaw.
- Trophée James-Norris (gardien avec la plus faible moyenne de buts alloués) : Dave Tardich et Lorne Molleken, Goaldiggers de Toledo.